# ستيوارت روز
ستيوارت روز (بالإنجليزية: Stuart Rose)‏ هو شخصية أعمال وسياسي بريطاني، ولد في 17 مارس 1949 في جوسبورت في المملكة المتحدة. حزبياً، نشط في حزب المحافظين. وقد انتخب عضو مجلس اللوردات.